# Trzęsacz (województwo pomorskie)
Trzęsacz (kaszb. Trzénsacz) – osada leśna w Polsce położona w województwie pomorskim, w powiecie człuchowskim, w gminie Przechlewo. 
Niewielka kaszubska osada leśna, do 2013 r. - leśniczówka, stanowiąca część  sołectwa Rudniki.
W latach 1975–1998 miejscowość położona była w województwie słupskim.